# Sofi Oksanen
 Sofi Oksanen (přechýleně Oksanenová, * 7. ledna 1977, Jyväskylä) je finská spisovatelka finsko-estonského původu.

## Život
Narodila se ve Finsku v rodině finského otce a estonské matky, která v roce 1970 emigrovala ze Sovětského svazu. Vystudovala literaturu na Jyväskyläské a Helsinské univerzitě, později studovala dramaturgii na Divadelní akademii v Helsinkách.
V roce 2009 ji největší estonský deník Postimees vyhlásil Osobností roku. Estonský prezident Toomas Hendrik Ilves ji v roce 2010 udělil Řád kříže země Panny Marie čtvrtého řádu.

## Dílo
- 2003 Stalinovy krávy (Stalinin lehmät), český překlad Linda Dejdarová, Odeon, 2012, ISBN 978-80-207-1405-3
- 2005 Baby Jane, český překlad Linda Dejdarová, Odeon, 2014, ISBN 978-80-207-1586-9
- 2008 Očista (Puhdistus). Překlad Jan Petr Velkoborský. Praha: Odeon, 2010. ISBN 978-80-207-1319-3. – původně divadelní hra z roku 2007, přepracováno jako román v roce 2008. V Českém rozhlasu zpracováno jako dvanáctidílná četba na pokračování v roce 2012 v rámci projektu Severský rok. Překlad: Jan Petr Velkoborský dramatizace: Vladimíra Bezdíčková, režie Aleš Vrzák, čtou: Miroslav Táborský, Daniela Kolářová a Magdaléna Borová.[3]
- 2012 Čas ztracených holubic (Kun kyyhkyset katosivat), český překlad Linda Dejdarová, Odeon, 2013, ISBN 978-80-207-1507-4
- 2015 Norma, český překlad Linda Dejdarová, Odeon, 2016, ISBN 978-80-207-1733-7

## Ocenění díla
Dílo Očista bylo oceněno:
- 2008 Cena Finlandia
- 2009 Runebergova cena (Runeberg-palkinto)
- 2010 Literární cena Severské rady
- 2010 Prix Femina Étranger (první finské dílo, které tuto cenu získalo)

V roce 2013 obdržela Oksanenová za své dílo Severskou cenu Švédské akademie označovanou jako "malá Nobelova cena".